# Позиционная война

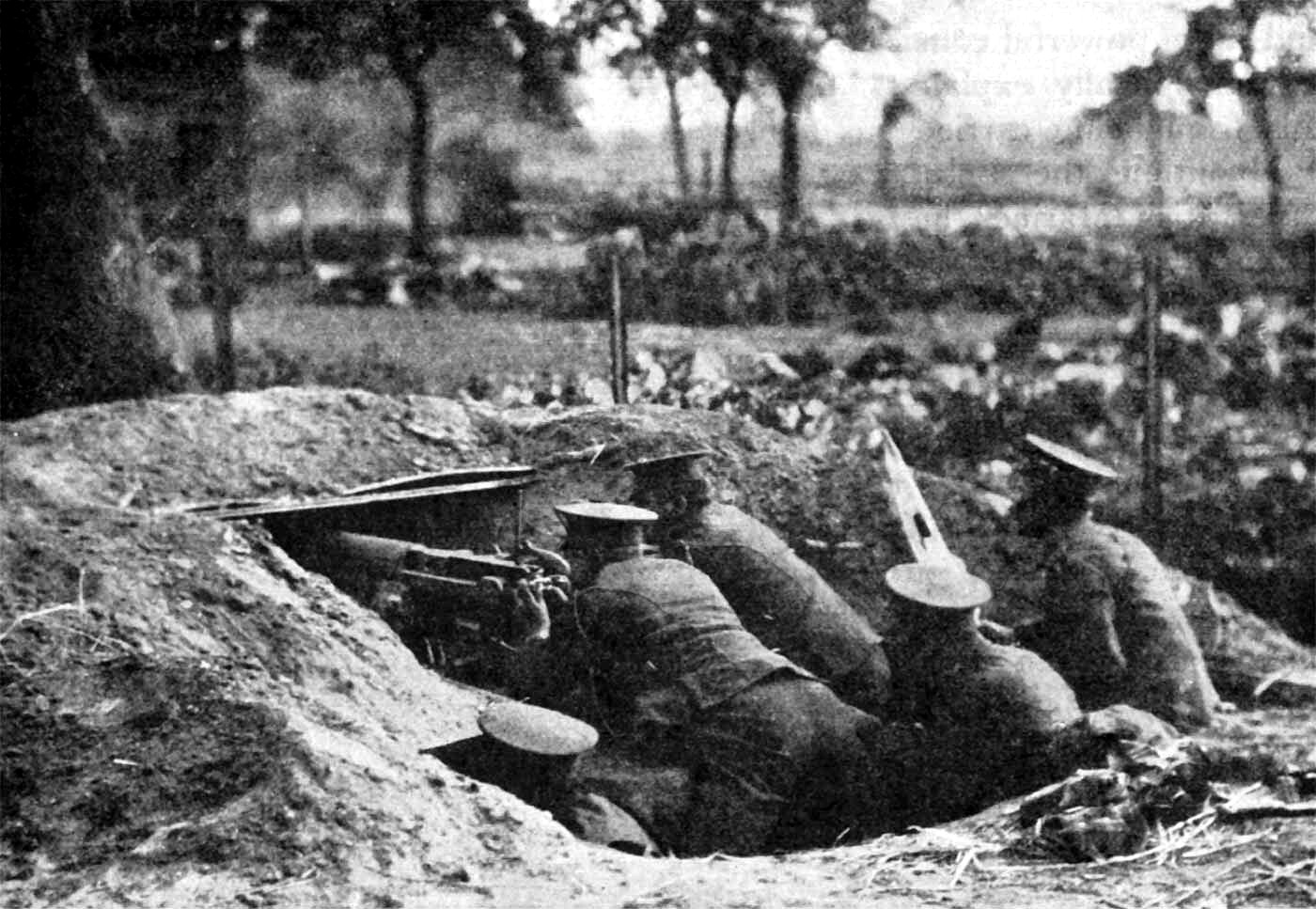
Маскировка позиции пулемёта, 1915 год.

Позиционная или Окопная война — война, в которой вооружённая борьба ведётся в основном на сплошных, относительно стабильных фронтах (позициях) с глубокоэшелонированной обороной.

## История
По мере развития военного дела, для защиты государств от противника стали строиться всевозможные оборонительные сооружения (остроги, крепости и так далее) и в этот период времени и появилась позиционная война — та, которая вращалась около крепостей и крепких позиций, и сводилась она к борьбе за овладение укреплёнными пунктами, линиями и крепостями, прикрывающими доступ к жизненно важным центрам государства (края, страны), захват которых является целью данной кампании. 
Позиционная война была ведением военных действий в главных операциях, в период с конца XVII столетия до конца XVIII столетия, но потом она была заменена «подвижной» войной, а позиционная война стала преимущественно применяться на второстепенных театрах военных действий, где главная цель — выигрыш времени, пока не решится судьба операций на главном театре войны.
На конец XIX столетия, операции, вытекающие из обеспечения тыла и флангов действующей армии, главным образом носили характер позиционной войны. Иногда, крайне редко, операции на главном театре войны также принимали характер позиционной войны, когда неприятельская действующая армия в поле была уничтожена или крайне ослаблена и её сила сопротивления сосредоточивалась в крепостях, как то было в франко-германскую войну, 1870 — 1871 годов, после Седана.
Как правило, Позиционная война характеризуется высокой плотностью войск (сил) и развитым инженерным обеспечением позиций. Во время ведения позиционной войны военно-политическая и стратегическая обстановка остаются стабильными в течение длительного времени. 
Военные действия с обеих сторон методичны и малорезультативны. Наступательные операции локальны, требуют длительной подготовки, как правило неэффективны, и даже при благоприятном завершении приводят к ограниченным результатам. Периоды пассивной обороны обеих сторон на каждом участке фронта значительно длительнее попыток наступления. Стратегической целью позиционной войны становится демографическое и экономическое истощение противника.
Переход к позиционной войне объясняется неспособностью (при существующем балансе сил и уровне развития вооружения и военной техники) обеих сторон осуществлять прорывы обороны противника (или развивать тактические прорывы в оперативные).
Характерным примером поздней позиционной войны могут служить боевые действия во время Первой мировой войны на Западном фронте с конца 1914 года и на Восточном фронте с конца 1915 года.

## Тактика
В рамках Первой мировой войны была сформирована следующая тактика прорыва укреплений:
1. Длительный обстрел позиций множеством артиллерийских орудий с применением химического оружия (до изобретения эффективных противогазов).
2. Непосредственно штурм, в процессе которого тысячи солдат выходят из окопов и стараются в кратчайший срок преодолеть нейтральную полосу для вхождения в ближний бой.
3. Окопный бой и последующее удерживание новой линии обороны, либо полное истребление нападающих автоматическим оружием (пулемётами).

## Вооружение

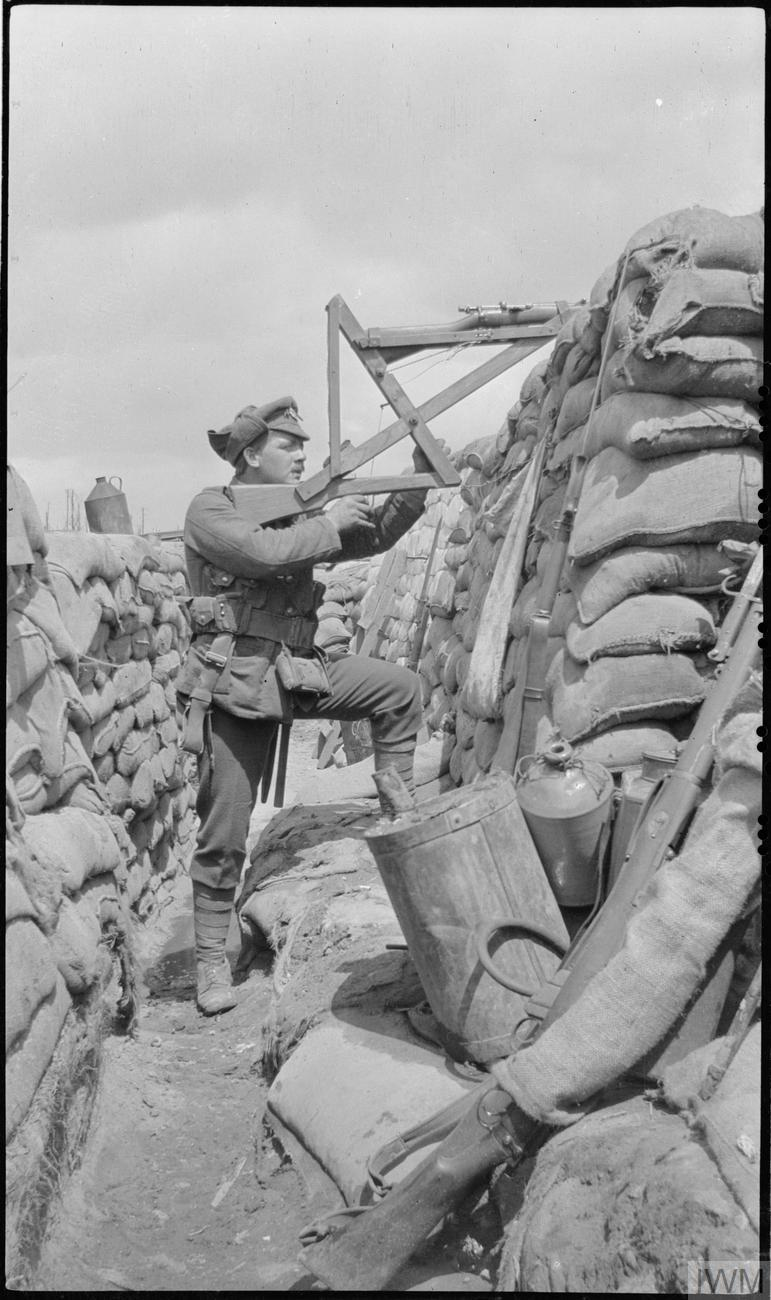
Снайпер с перископной винтовкой. Конструкция типичного перископного устройства кустарного изготовления времен Первой Мировой войны.

Во время позиционной войны бои представляют собой длительные перестрелки воюющих сторон с периодическим массированными штурмами. В ходе таких боёв атакующая сторона несёт огромные потери, из-за чего окопный характер лишь усугубляется.
Поскольку во время позиционной войны пехота чаще всего ведёт ближний бой, то она хорошо обеспечивается вооружением, приспособленным для ближнего боя. Список такого оружия включает:
- Ножи / кинжалы;
- Ручные гранаты;
- Пистолеты/револьверы.
- Карабины, пистолеты-пулемёты
- Штурмовые щиты
- Дробовики

## В художественной литературе
Алессандро Барикко описывает окопную тактику, используемую в позиционной войне, как переломный момент в восприятии боевых действий («Такая история», гл. 2: «Капоретто. Мемориал»): «война переместилась под землю». Остро-субъективное художественное описание сцен Первой мировой войны сочетаются в его изложении с историческими идеями, отсылающими к военно-технологическим революциям.